# Cantón Mira
Cantón Mira är en kanton i Ecuador.   Den ligger i provinsen Carchi, i den norra delen av landet, 100 km nordost om huvudstaden Quito. Antalet invånare är 13 364. Arean är 345 kvadratkilometer.
Terrängen i Cantón Mira är varierad.